# Дамар (Канзас)
Дамар (англ. Damar) — місто (англ. city) в США, в окрузі Рукс штату Канзас. Населення — 112 особи (2020).

## Географія
Дамар розташований за координатами 39°19′9″ пн. ш. 99°35′5″ зх. д. / 39.31917° пн. ш. 99.58472° зх. д. (39.319235, -99.584742).  За даними Бюро перепису населення США в 2010 році місто мало площу 0,49 км², уся площа — суходіл.

## Демографія
Згідно з переписом 2010 року, у місті мешкали 132 особи в 58 домогосподарствах у складі 34 родин. Густота населення становила 269 осіб/км².  Було 91 помешкання (186/км²).
Расовий склад населення:
| - 97,7 % — білих - 1,5 % — азіатів |

До двох чи більше рас належало 0,8 %. Частка іспаномовних становила 0,0 % від усіх жителів.
За віковим діапазоном населення розподілялося таким чином: 23,5 % — особи молодші 18 років, 56,0 % — особи у віці 18—64 років, 20,5 % — особи у віці 65 років та старші. Медіана віку мешканця становила 50,0 року. На 100 осіб жіночої статі у місті припадало 85,9 чоловіків;  на 100 жінок у віці від 18 років та старших — 90,6 чоловіків також старших 18 років.
Середній дохід на одне домашнє господарство  становив 39 157 доларів США (медіана — 33 750), а середній дохід на одну сім'ю — 54 103 долари (медіана — 41 389). За межею бідності перебувало 8,3 % осіб, у тому числі 0,0 % дітей у віці до 18 років та 2,8 % осіб у віці 65 років та старших.
Цивільне працевлаштоване населення становило 69 осіб. Основні галузі зайнятості: освіта, охорона здоров'я та соціальна допомога — 34,8 %, сільське господарство, лісництво, риболовля — 27,5 %, виробництво — 13,0 %, будівництво — 5,8 %.